# اورتولو (خواجه‌لار)
اورتولو (به ترکی استانبولی: Örtülü) یک منطقهٔ مسکونی در ترکیه است که در هوجالار واقع شده‌است.